# Centrochelys burchardi
A Tartaruga-gigante-de-tenerife (Centrochelys burchardi) é uma espécie extinta de tartaruga da família Testudinidae, endêmica da ilha de Tenerife, nas Ilhas Canárias.

## Características

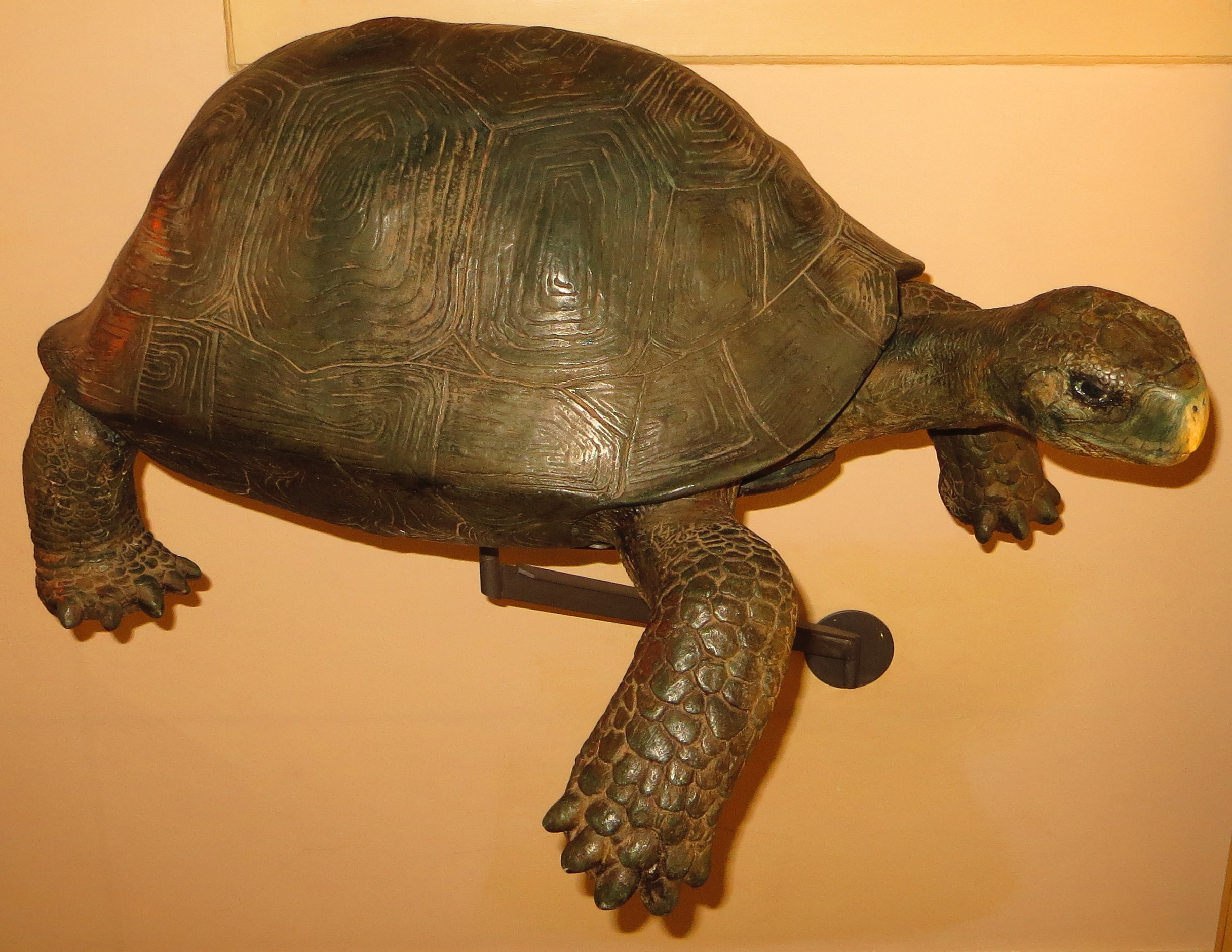
Restauração no Museo de la Naturaleza y el Hombre of Santa Cruz de Tenerife.

Era uma grande tartaruga, semelhante às encontradas atualmente em algumas ilhas oceânicas como as Ilhas Galápagos no Oceano Pacífico e Aldabra e as Seychelles no Oceano Índico.
Os primeiros vestígios de  C. burchardi  encontrado em Tenerife data da época Miocena. Acredita-se que essa tartaruga tenha habitado a ilha até o Pleistoceno Superior, quando a atividade vulcânica da época os exterminou muito antes de os humanos chegarem durante o Holoceno. A maioria dos fósseis são de ossos e conchas, bem como um ninho de ovos fossilizados encontrados em solo vulcânico no sul de Tenerife, no atual município de Adeje. Esta espécie de tartaruga gigante foi descrita em 1926 por Ernst Ahl, a primeira vez que uma tartaruga gigante endêmica das Ilhas Canárias foi descrita.
Outra espécie extinta de tartaruga,  C. vulcanica , é conhecido da ilha de Gran Canaria.  C. burchardi  tinha uma concha maior, com comprimento de aproximadamente 65 a 94 cm, enquanto  C. A concha vulcanica  tinha 61 cm. Acredita-se que os ancestrais dessas tartarugas puderam alcançar as ilhas do leste das Ilhas Canárias a partir do continente africano e, progressivamente, mover-se para o oeste através desse arquipélago à medida que o seu tamanho também aumentava e o seu aspecto evoluía para se adaptar às condições do arquipélago.
Ovos fossilizados de tartaruga foram encontrados nas ilhas de Lanzarote e Fuerteventura; entretanto, esses ovos ainda não foram descritos ou nomeados adequadamente. Os fósseis de Fuerteventura foram associados à  C. burchardi , mas essa identificação é incerta e foi contestada.